# Attemsia pretneri
Attemsia pretneri är en mångfotingart som beskrevs av Pius Strasser 1933. Attemsia pretneri ingår i släktet Attemsia och familjen Attemsiidae. Inga underarter finns listade i Catalogue of Life.